# (12748) 1993 BP3
1993 بي بي 3 (ويعرف أيضًا باسم (12748) 1993 بي بي 3 وفق تسمية الكوكب الصغير) (بالإنجليزية: 1993 BP3)‏ هو كويكب ضمن حزام الكويكبات؛ وترتيبه 12748 من حيث الاكتشاف.
اكتُشف هذا الجُرم الفلكي بواسطة Akira Natori ‏ في 30 يناير 1993.

## وصلات خارجية
- (12748) 1993 BP3 في قاعدة بيانات مختبر الدفع النفاث لأجرام النظام الشمسي الصغيرة

- الاكتشاف · مخطط المدار ·  العناصر المدارية · المعلمات المادية

- (12748) 1993 BP3 على موقع ويكي سكاي: DSS2, SDSS, GALEX, IRAS, Hydrogen α, X-Ray, Astrophoto, Sky Map, Articles and images